# قيوم الأسماء
قيوم الأسماء هو أول عمل رئيس للباب علي محمد الشيرازي، بعد أن أعلن نفسه القائم المهدي، الشخصية الأخروية التي يتوقعها الكثيرون في الإسلام . ويُعرف العمل أيضًا باسم تفسير سورة يوسف، وهو عبارة عن شكل غير تقليدي من أشكال التعليق على السورة 12 في القرآن الكريم: سورة يوسف. رغم استناد العمل إلى آيات من سورة يوسف، فإن المحتوى غالبًا ما ينحرف بشكل كبير عن المعنى الصريح للنص. إن هذا التكوين مشابه عمدًا في بنيته وأسلوبه للقرآن: فهو مؤلف بالكامل باللغة العربية، ويحتوي على 111 فصلًا تسمى السور (تحتوي سورة يوسف على 111 آية)، كل من فصوله مُكوَّنة من 42 آية، وهو مكتوب بنثر سجعي، ويشير إلى نفسه داخل النص باسم "التلاوة" ( القرآن ) أو "الفرقان" ( القرآن 25:1). في حين أن كتاب قيوم الأسماء في ظاهره هو تعليق باطني على قصة يوسف ومبادئ الإسلام، إلا أنه في باطنه يطالب بمطالبة أكبر من ذلك بكثير، حيث يقدم خطابات مثيرة وغامضة للبشرية حول الحاجة إلى تعاليم روحية وأخلاقية متجددة. إنه يعلن بحذر عن ميلاد سبب جديد ومخفي؛ وفي الوقت نفسه يهدف إلى إعداد العالم لوصول "الموعود" الوشيك لجميع العصور، بينما يقدم هو نفسه ادعاءات مبطنة ومباشرة للوحي الإلهي. لقد أشعلت الطبيعة الاستفزازية والمحفزة لهذا العمل حماسة دينية كبيرة في بعض المناطق الشرقية في العالم الإسلامي، مما أدى بسرعة إلى تحفيز كل من المتابعين المخلصين والمنتقدين المتعصبين على حد سواء، وفي نهاية المطاف ولدَت العقيدة البابية.

## الاسم
في الترجمة الإنجليزية القياسية، اسم المقال هو " قيوم الأسماء ". الأسماء هنا تشير إلى أسماء الله الـ 99 في الإسلام. "القيوم" هو الاسم الثالث والستين من أسماء الله الحسنى، وهو مرتبط لغويًا بمصطلح القائم، وهو موضوع مركزي في أعمال الباب علي محمد الشيرازي وأعمال أخرى. ويطلق على الكتاب أحيانًا اسم تفسير سورة يوسف ، أو أحسن القصص، وهي إشارة إلى السورة التي يركز عليها الكتاب ظاهريًا. "أحسن القصص" مشتق من الاسم المعروف لسورة يوسف بصفة عامة، وهو مشتق من الآية الثالثة من تلك السورة من القرآن الكريم (سورة يوسف: 3).

## التاريخ
ويعتبر كتاب قيوم الأسماء أول كتاب كبير كتبه الباب بعد بدء رسالته. في ساعات المساء من يوم 22 أيار 1844، أعلن الباب نفسه مبعوثًا إلهيًا، وسُمي الباب (البوابة)، وأنه هو المهدي الشخصية المعروفة في الإسلام عمومًا، والمعروف عند الشيعة بالإمام الثاني عشر، ليملأ الأرض قسطًا وعدلًا بعد أن مُلئت ظُلمًا وجورًا، مؤسس العصر الأخروي ونهاية التاريخ البشري. في كتاب الإيقان ، أشاد بهاء الله، أحد أبرز البابيين الأوائل، ومؤسس الدين البهائي، والذي ادعى أنه الموعود الذي تنبأ به الباب، بكتاب قيوم الأسماء باعتباره "الأول والأعظم والأقوى من كل الكتب". كتب الباب أول سورة من الكتاب، والتي تسمى سورة الملوك، أو سورة الملوك، بحضور حسين بشروئي في مساء يوم 22 أيار 1844.
وبحسب مزاعم المؤمنين البابيين، فإن كتابة الكتاب — الذي يبلغ طوله مئات الصفحات — كانت سريعة نسبيًا. ويُذكر في كتاباتهم أن الباب كتب الكتاب بأكمله في أربعين يومًا، في نوع من نشوة الإلهام الإلهي. ومع ذلك، تشير المصادر الأكاديمية إلى أن الرقم أربعين هو رقم نمطي فقط ولا يشير بالضرورة إلى فترة أربعين يومًا متتالية، بل حدث على مدار عدة أشهر. كان كتاب قيوم الأسماء هو أقدم وأهم كتاب في العقيدة البابية في عامها الأول. قام خطباء البابية، مثل حسين بشروئي، بأخذ نسخ من المقال وتوزيعها خارج شيراز. وفي حين إن الكثيرين كانوا متحمسين للادعاءات التي يتضمنها الكتاب، فإن انتشاره في المدن والمجتمعات في مختلف أنحاء العالم الإسلامي أثار ردود فعل مبكرة عنيفة من جانب بعض السلطات الإسلامية المحافظة. كان الملا علي البسطمي، ثاني تلاميذ الباب (حروف الحي)، مكلفًا بإعلان ظهور الباب في مدينتي النجف وكربلاء المقدستين لدى الشيعة، وأحضر معه نسخة من كتاب قيوم الأسماء، إلا أن الشيعة لم يؤمنو به، وفي غضون أشهر قليلة حُوكِم بتهمة الزندقة على أساس تحليل رجال الدين السنة والشيعة معًا لنسخة كتاب قيوم الأسماء التي أحضرها معه في مهمته. وقد واجه لاحقًا الموت أثناء السجن بسبب هذه التهم.

## البنية والمحتوى
تتكون السورة من 111 سورة، وهو نفس عدد آيات سورة يوسف في القرآن الكريم. في أعلى كل سورة تظهر البسملة، باستثناء السورة التاسعة. إن ظهور هذه الصيغة الفريدة في بنية القرآن الكريم يضيف إلى الارتباط الذي سعى المؤلف إلى إيجاده بين القرآن الكريم وكتابه قيوم الأسماء. بالإضافة إلى ذلك، يمكننا أن نلاحظ خاصية قرآنية أخرى في سورة الأسماء تظهر في بداية السور حروف منفصلة غامضة، تشبه تلك الموجودة في القرآن.
يختلف هذا التكوين عن أي تفسير عادي لسورة يوسف: حيث يتناول الجزء الأكبر من الكتاب العقائد الدينية والمسيحانية للباب، مع وجود صلة طفيفة فقط بالسورة القرآنية. لا يوجد في التكوين أي عناصر تذكر تفسير قرآن نموذجي تقريبًا، لكنه نوع من التكوين الجديد الذي يقف بمفرده. وفي المرات القليلة التي يكتب فيها الباب تفسيرًا لآية قرآنية معينة، يكون هذا التفسير في شكل تفسير مجازي وباطني أي تأويل وليس تفسير .
إن أسلوب التفسير في الكتاب هو أسلوب مجازي باطني صوفي أقرب للبحر الطويل. في هذا العمل، يصبح تفسير القرآن الكريم بمثابة الوحي الإلهي، ويُستخدَم الوحي أداةً للتفسير. إن التكوين بأكمله مستوحى من نموذج الأسلوب القرآني، مع قدر كبير من المصطلحات القرآنية. على سبيل المثال، في سورة النساء الآية 13 في سورة قيوم الأسماء ، يكتب الباب: "لقد أنزلنا [الإمام الغائب] هذا الكتاب عن عبدنا وعبدنا [الباب] [بفضل] إذن إلهي [في شكل] يشبه [القرآن]." في السورة الأولى من الكتاب، يقول الإمام الغائب: "لقد أوحينا إليك [الباب] كل ما أوحى الله إلينا [الأئمة]." هنا يصور الباب نفسه وسيطًا بين المهدي الغائب والبشرية.
إلى جانب هذه التصريحات المعتدلة، يمكننا أن نجد في الكتاب تصريحات جريئة تصف هذا الكتاب بأنه وحي جديد من الله، أي القرآن الجديد. وهذه العبارات تقرب مكانة الباب من مكانة النبي. وفي مكان آخر من الكتاب نجد آيات تعلن أن الباب هو المظهر الإلهي لنفسه، أي مظهر الله على الأرض: "إني أنا الله لا إله إلا أنا" (الأسماء، سورة 22: 21).

## جدول السور
| # | العنوان       | المقاطعات                | الموضوع الرئيس |
| - | ------------- | ------------------------ | -------------- |
| 1 | المُلك البابية |                          |                |
| 2 | العلماء       | ألف لام راء، ألف لام ميم |                |
| 3 | الإيمان       | تاء هاء                  |                |
| 4 | المدينة       | ألف لام ميم تاء هاء      |                |
| 5 | يوسف          | ألف لام ميم عين          |                |
| 6 | الشهادة       | أليف لام ميم سين         |                |
| 7 | الزيارة       | تاء سين                  |                |

## روابط خارجية
- ترجمات سور سورة قيوم ʼ للسيد علي محمد الباب (1819-1850) بقلم ستيفن ن. لامبدين
- تفسير ʼ للسيد ʻ محمد الباب: أطروحة دكتوراه ، بقلم تود لوسون
- قيوم الأسماء: ملاحظات حول يوسف ، بقلم برنت بويريه وستيفن لامبدين
- سورة قيوم الأسماء سورة 93: سورة النحل: تفسير سورة يوسف من "أحسن القصص" ، لحضرة الباب، ترجمة تود لوسون. كتبت في الأصل باسم "قيوم الأسماء 93: سورة النحل".
- المصادفة المتضادة في قيوم الأسماء: مصطلحات "النقطة" و"القطب" و"المركز" وخطبة التاتنجية ، بقلم تود لوسون
- التفسير باعتباره وحيًا: تفسير حضرة الباب للقرآن الكريم نسخة محفوظة 18 أغسطس 2016 على موقع واي باك مشين. ، بقلم تود لوسون
- الحداثة الجويسية في تفسير القرآن الكريم في القرن التاسع عشر؟ - مقارنة بين كتاب "قيوم الأسماء" للباب وكتاب "يوليسيس" لجويس بقلم تود لوسون